# Barbodes herrei
Barbodes herrei é uma espécie de peixe actinopterígeo da família Cyprinidae.
Apenas pode ser encontrada nas Filipinas.